# 赞歌
《赞歌》，为大型音乐舞蹈史诗《东方红》创作的一首蒙古族独唱歌曲。歌词作者为男高音歌唱家胡松华，曲子为胡松华蒙古族牧歌《小黄马》的曲调改编。
该曲在大型音乐舞蹈史诗《东方红》中由胡松华独唱。